# 林晃平 (俳優)
林 晃平 （はやし　こうへい、1985年9月21日 - ）は、日本 のミュージカル俳優である。福岡県 出身。劇団四季所属。血液型はA型。

## 略歴
高校の頃、ダンスに興味を持ち、スカウトをきっかけに芸能事務所に所属。数々の舞台、メディアに出演。2008年、USJのブロードウェイミュージカル「Wicked」他、多数のステージを経て、2009年「劇団四季研究所」入団。

## 出演作品
- うまかっちゃん (テレビCM )
- 西鉄バス (テレビCM )
- ベスト電器 (テレビCM )
- DEATH NOTE (映画 )
- ブロードウェイミュージカル"Wicked" (USJ )

## 主な舞台
- コーラスライン
- 美女と野獣
- アイーダ
- ジョン万次郎の夢
- 劇団四季ソング&ダンス60 感謝の花束
- ウエストサイド物語 - チノ役
- アラジン